# Mérida (Španjolska)
 Ovo je glavno značenje pojma Mérida (Španjolska). Za druga značenja pogledajte Mérida.
Mérida (estremadurski jezik: Méria) je glavni grad istoimene španjolske provincije i španjolske autonomne zajednice Ekstremadura. "Rimski arheološki kompleks Mérida" nalazi se na UNESCOvom popisu svjetske baštine od 1993. godine.

## Povijest
Grad su 25. pr. Kr. osnovali veterani rimske vojske koji su ga nazvali Emerita Augusta, u značenju "časno raspušteni Augustovi vojnici".  Današnji naziv "Mérida" nije ništa drugo nego skraćeni naziv koji se zadržao kroz povijest. Po zapovijedi samoga cara Augusta grad je imao ulogu da zaštiti rimski most kao jedini prijelaz preko rijeke Guadiana. Vremenom je postao prijestolnicom pokrajine Luzitanije u provinciji Hispanija, i jedan od najvažnijih gradova u cijelom Rimskom Carstvu. O tome svjedoči najveći broj rimskih spomenika od svih gradova u Španjolskoj.
Nakon pada Zapadnog Rimskog Carstva, tijekom vladavine Vizigota, grad je uspio očuvati svoj velebni izgled, a u 6. st. postao je biskupskom prijestolnicom i čak glavnim gradom Hispanije. God. 713. osvojili su ga Arapi pod vodstvom Muse bin Nusaira koji ga je učinio glavnim gradom Meridske kore (arapske upravne jedinice). Arapi su zadržali većinu rimskih građevina, pa su ih čak i dali proširiti, poput utvrde Alcazaba.
God. 1230., grad osvaja Alfons IX. Leonski i postaje sjedište Leónskog Vojnog reda sv. Jakova (Orden de Santiago). Nakon ujedinjenja kruna Katalonije i Kastilje u 15. st. započinje razvoj Méride, za što je najviše zaslužan Veliki majstor reda sv. Jakova, Alonso de Cárdenas.
God. 1720., grad postaje glavnim gradom Intendencije Mérida, a u 19. stoljeću, tijekom Napoleonskih ratova, stradali su mnogi rimski i srednjovjekovni gradski spomenici. Dolaskom željeznice u grad, Mérida postaje prometno čvorište i grad raste razvojem industrije.

## Znamenitosti

### Arheološki lokalitet Mérida
Arheološki kompleks Mérida je 1993. god. upisan na UNESCO-ov popis mjesta svjetske baštine u Europi zbog kvalitete i vrijednosti sačuvanih rimskih spomenika u ovoj prijestolnici rimske provincije. Zaštićeni spomenici su:
- Puente Romano, najduži sačuvani rimski most (755 m) s 62 polukružna luka; još uvijek u uporabi za pješački promet.
- Most je spojen je na utvrdu Alcazaba koju su na rimskim i vizigotskim temeljima izgradili Arapi 835. god. U glavnoj dvorani nalaze se rimski mozaici, dok je u podrumu vizigotska cisterna.
- Ostaci rimskog Foruma, uključujući Dijanin hram, Provincijske upravne zgrade i Trajanov slavoluk.
- Ostaci hipodroma Circus Maximus (400 x 30 m) iz 1. st. pr. Kr.; jedan od najbolje sačuvanih rimskih hipodroma.
- Acueducto de los Milagros, tj. "Akvedukt čudesa", su veličanstveni ostaci od 25 m s 38 arkada nekada slavnog akvedukta dugog 830 m koji je u grad dovodio vodu s rimskog vještačkog jezera Lago de Proserpina.
- Patricijska vila sa svetištem boga Mitre i sjajnim podnim mozaikom.
- Dvije rimske brane (Proserpina i Cornalvo) iz 1. st., koje su još uvijek u uporabi.
- Rimski amfiteatar iz 8. pr. Kr. koji se koristio za bitke gladijatora i divljih životinja ima eliptični promjer 126 x 102 m, a u 12 redova kamenih klupa mogao je primiti oko 16.000 gledatelja.
- Rimsko kazalište iz 15. pr. Kr. s odlično sačuvanom pozornicom (proscenium) visine 17,5 metara i duljine od 63 m; moglo je primiti do 6.000 gledatelja. Danas se u njemu održava anualni Festival klasičnog kazališta.

- Rimski most (Puente romano)
- Trajanov slavoluk
- Dijanin hram na Forumu
- Akvedukt čudesa
- Amfiteatar

### Ostale znamenitosti
- Bazilika sv. Eulalije (Santa Eulalia) iz 4. st. koja je obnovljena u 13. st., ali je zadržala portik boga Marsa.
- Katedrala Svete Marije iz 13. i 14. stoljeća
- Renesansna Gradska vijećnica (Ajuntamento)
- Državni muzej rimske umjetnosti (Museo Nacional de Arte Romano) arhitekta Rafaela Moneoa
- Luzitanijski most (Puente Lusitania) (Santiago Calatrava)

- Utvrda Alcazaba
- Katedrala sv. Marije iz 13. st.
- Unutrašnjost Državnog muzeja rimskih umjetnina
- Luzitanijski most (Santiago Calatrava)
- Brana Cornalvo

## Gradovi prijatelji
Mérida je zbratimljena sa sljedećim gradovima:
- Rim, Italija
- Mérida, Yucatán, Meksiko
- Mérida, Venezuela
- Mérida, Leyte, Filipini

Sva tri grada, kao i pokrajina Mérida u Venezueli, nazvani su po ovom španjolskom gradu. Jedan trg u Méridi je nazvan "Trg svih Mérida u svijetu" (Glorieta de las Méridas del Mundo ).

## Vanjske poveznice
- Državni muzej rimske umjetnosti u Meridi
- Fotografije Meride

### Ostali projekti
|  | Zajednički poslužitelj ima još gradiva o temi Mérida (Španjolska) |